# 南直哉 (実業家)
南 直哉（みなみ のぶや、1935年11月15日 - 2022年10月24日）は、日本の実業家。
フジ・メディア・ホールディングス取締役監査等委員及びフジテレビジョン監査役。東京電力で第9代社長を経て顧問、財団法人省エネルギーセンター会長、社団法人企業情報化協会会長などを務めた。

## 来歴
三重県出身。三重県立上野高等学校を経て、1958年に東京大学法学部を卒業し東京電力入社。取締役を経て1999年に東京電力社長。これまでの東京電力社長職は政界との繋がりが強い総務畑が主流だったが、電力自由化に伴い霞が関に顔が利くという理由から企画畑出身の南が選ばれた。
2002年、原子力発電所の点検記録の改竄事件の責任をとって、社長を辞任。
2022年10月24日死去。86歳没。

## 略歴
- 1958年（昭和33年）：東京電力入社
- 1985年（昭和60年）：同社企画部長
- 1989年（平成元年）：同社取締役、企画部・広報部担当
- 1992年（平成4年）：同社常務取締役
- 1997年（平成9年）：同社取締役副社長
- 1999年（平成11年）：同社取締役社長
- 2003年（平成15年）：同社顧問
- 2006年（平成22年）：フジ・メディア・ホールディングス監査役
- 2007年（平成19年）：防衛省改革会議座長に就任（2008年7月15日に防衛省改革に関する最終報告書を福田康夫内閣総理大臣に提出。2009年の民主党への政権交代に伴い、同年11月17日付で改革会議は廃止）
- 2008年（平成22年）：フジテレビジョン（旧フジテレビジョンの持株会社化に伴う新設法人）監査役
- 2020年（令和2年）：フジ・メディア・ホールディングス取締役監査等委員

### その他役職
- ヒートポンプ・蓄熱センター理事長（1998年）
- 地球産業文化研究所理事長

## 人物
- 大学時代はアイスホッケー部に所属し主将を務める。座右の銘は「百術は一誠にしかず」[3]。「トップを補佐するのが一番似合っている」と公言[4]。
- 東京ガスの上原英治とは旧知の仲。1998年には上原から東京ガスサッカー部のプロ化（FC東京創設）に伴う出資を要請されたため、東電社内を説得し、これに応えた[5]。

### 発言録
- 「原子力はすべてつながっている以上、法的な責任は別として道義的な責任は電力会社にもある。私自身もJCO、そんな企業があったか、という認識だった。臨界事故が起こるような重要プロセスを任せていたというのにうかつだった。原子力への不信感が強まっていることを含め、その責任は電力会社にある」[6]。
- 「JCOの臨界事故、MOX燃料データ改ざんは、原子力に対する国民の不信感を増幅した。原子力産業全体の安全に取り組む」[7]。